# Coracuta obliquata
Coracuta obliquata is een tweekleppigensoort uit de familie van de Lasaeidae. De wetenschappelijke naam van de soort is voor het eerst geldig gepubliceerd in 1897 door Chaster.